# Art Ross Trophy
Art Ross Trophy – på dansk Art Ross trofæet (fulde navn: Art Ross Memorial Trophy) er et trofæ der gives til den spiller i NHL der har lavet flest points ved grundspillets afslutning.
I tilfælde af at to eller flere spillere har lavet lige mange points, gives trofæet til den spiller der har scoret flest mål. Skulle det stadig stå lige er det den spiller der har spillet færrest kampe der får trofæet. Er det stadig ikke afgjort gives trofæet til den spiller der scorer det tidligste mål i sæsonen. Såfremt der stadig ikke skulle være fundet en vinder, deles trofæet.

## Historie
Art Ross trofæet har fået sit navn efter Arthur Howie "Art" Ross (13. januar 1886-5. august 1964), som var en professionel ishockeyspiller, dommer, træner og General Manager. Ross vandt Stanley Cuppen 2 gange som spiller, i 1907 og 1908. Senere blev han dommer og til slut manager og træner for Boston Bruins som han som træner førte til 3 Stanley Cup triumfer. Han blev optaget i Hockey Hall of Fame i 1945.
Elmer Lach blev den første vinder af Art Ross Trofæet efter sæsonen 1947-48.
Wayne Gretzky vandt trofæet hele 10 gange, hvilket er rekord. I perioden fra 1981 til 2001 var det kun tre forskellige spillere der vandt det eftertragtede trofæ; Wayne Gretzky, Mario Lemieux og Jaromir Jagr. Stimen blev brudt i 2002 hvor trofæet blev vundet af Jarome Iginla.
Vinderen for sæsonen 2006-07 blev 19-årige Sidney Crosby fra Pittsburgh Penguins. Dermed blev Crosby den yngste vinder af trofæet nogensinde.
Joe Thornton vandt sit første Art Ross Trophy i sæsonen 2005-06, en sæson som han delte mellem Boston Bruins og San Jose Sharks efter at han var blevet tradet undervejs i sæsonen. Thornton er dermed den eneste spiller der har vundet trofæet i en sæson hvor han optrådte for to forskellige klubber.
Spillere fra Pittsburgh Penguins har vundet trofæet flere gange end spillere for noget andet hold (i alt 12 gange). Montreal Canadiens har vundet trofæet 9 gange, Chicago Blackhawks 8 gange, og Detroit Red Wings, Boston Bruins, og Edmonton Oilers hver 7 gange. Inkluderer man årene før trofæet blev indført har Montreal Canadiens vundet topscorertitlen flest gange, nemlig 16. Chicago Blackhawks, Pittsburgh Penguins har fået udmærkelsen 12 gange, Boston Bruins 11 gange og Detroit Red Wings, Edmonton Oilers, og Toronto Maple Leafs har 7 topscorertitler hver.

## Art Ross Trophy vindere
| Sæson   | Vinder             | Hold                          | Points |
| ------- | ------------------ | ----------------------------- | ------ |
| 2011-12 | Evgeni Malkin      | Pittsburgh Penguins           | 109    |
| 2010-11 | Daniel Sedin       | Vancouver Canucks             | 104    |
| 2009-10 | Henrik Sedin       | Vancouver Canucks             | 112    |
| 2008-09 | Evgeni Malkin      | Pittsburgh Penguins           | 113    |
| 2007-08 | Alexander Ovechkin | Washington Capitals           | 112    |
| 2006-07 | Sidney Crosby      | Pittsburgh Penguins           | 120    |
| 2005-06 | Joe Thornton       | Boston Bruins/San Jose Sharks | 125    |
| 2004-05 | Ikke uddelt        | pga lockout                   | 0      |
| 2003-04 | Martin St. Louis   | Tampa Bay Lightning           | 94     |
| 2002-03 | Peter Forsberg     | Colorado Avalanche            | 106    |
| 2001-02 | Jarome Iginla      | Calgary Flames                | 96     |
| 2000-01 | Jaromir Jagr       | Pittsburgh Penguins           | 121    |
| 1999-00 | Jaromir Jagr       | Pittsburgh Penguins           | 96     |
| 1998-99 | Jaromir Jagr       | Pittsburgh Penguins           | 127    |
| 1997-98 | Jaromir Jagr       | Pittsburgh Penguins           | 102    |
| 1996-97 | Mario Lemieux      | Pittsburgh Penguins           | 122    |
| 1995-96 | Mario Lemieux      | Pittsburgh Penguins           | 161    |
| 1994-95 | Jaromir Jagr       | Pittsburgh Penguins           | 70     |
| 1993-94 | Wayne Gretzky      | Los Angeles Kings             | 130    |
| 1992-93 | Mario Lemieux      | Pittsburgh Penguins           | 160    |
| 1991-92 | Mario Lemieux      | Pittsburgh Penguins           | 131    |
| 1990-91 | Wayne Gretzky      | Los Angeles Kings             | 163    |
| 1989-90 | Wayne Gretzky      | Los Angeles Kings             | 142    |
| 1988-89 | Mario Lemieux      | Pittsburgh Penguins           | 199    |
| 1987-88 | Mario Lemieux      | Pittsburgh Penguins           | 168    |
| 1986-87 | Wayne Gretzky      | Edmonton Oilers               | 183    |
| 1985-86 | Wayne Gretzky      | Edmonton Oilers               | 215    |
| 1984-85 | Wayne Gretzky      | Edmonton Oilers               | 208    |
| 1983-84 | Wayne Gretzky      | Edmonton Oilers               | 205    |
| 1982-83 | Wayne Gretzky      | Edmonton Oilers               | 196    |
| 1981-82 | Wayne Gretzky      | Edmonton Oilers               | 212    |
| 1980-81 | Wayne Gretzky      | Edmonton Oilers               | 164    |
| 1979-80 | Marcel Dionne      | Los Angeles Kings             | 137    |
| 1978-79 | Bryan Trottier     | New York Islanders            | 134    |
| 1977-78 | Guy Lafleur        | Montreal Canadiens            | 132    |
| 1976-77 | Guy Lafleur        | Montreal Canadiens            | 136    |
| 1975-76 | Guy Lafleur        | Montreal Canadiens            | 125    |
| 1974-75 | Bobby Orr          | Boston Bruins                 | 135    |
| 1973-74 | Phil Esposito      | Boston Bruins                 | 145    |
| 1972-73 | Phil Esposito      | Boston Bruins                 | 130    |
| 1971-72 | Phil Esposito      | Boston Bruins                 | 133    |
| 1970-71 | Phil Esposito      | Boston Bruins                 | 152    |
| 1969-70 | Bobby Orr          | Boston Bruins                 | 120    |
| 1968-69 | Phil Esposito      | Boston Bruins                 | 126    |
| 1967-68 | Stan Mikita        | Chicago Black Hawks           | 87     |
| 1966-67 | Stan Mikita        | Chicago Black Hawks           | 97     |
| 1965-66 | Bobby Hull         | Chicago Black Hawks           | 97     |
| 1964-65 | Stan Mikita        | Chicago Black Hawks           | 87     |
| 1963-64 | Stan Mikita        | Chicago Black Hawks           | 89     |
| 1962-63 | Gordie Howe        | Detroit Red Wings             | 86     |
| 1961-62 | Bobby Hull         | Chicago Black Hawks           | 84     |
| 1960-61 | Bernie Geoffrion   | Montreal Canadiens            | 95     |
| 1959-60 | Bobby Hull         | Chicago Black Hawks           | 81     |
| 1958-59 | Dickie Moore       | Montreal Canadiens            | 96     |
| 1957-58 | Dickie Moore       | Montreal Canadiens            | 84     |
| 1956-57 | Gordie Howe        | Detroit Red Wings             | 89     |
| 1955-56 | Jean Beliveau      | Montreal Canadiens            | 88     |
| 1954-55 | Bernie Geoffrion   | Montreal Canadiens            | 75     |
| 1953-54 | Gordie Howe        | Detroit Red Wings             | 81     |
| 1952-53 | Gordie Howe        | Detroit Red Wings             | 95     |
| 1951-52 | Gordie Howe        | Detroit Red Wings             | 86     |
| 1950-51 | Gordie Howe        | Detroit Red Wings             | 86     |
| 1949-50 | Ted Lindsay        | Detroit Red Wings             | 78     |
| 1948-49 | Roy Conacher       | Chicago Black Hawks           | 68     |
| 1947-48 | Elmer Lach         | Montreal Canadiens            | 61     |

## NHL Topscorer (før Art Ross Trophy blev indført)
| Sæson   | Vinder           | Hold                | Points |
| ------- | ---------------- | ------------------- | ------ |
| 1946-47 | Max Bentley      | Chicago Blackhawks  | 72     |
| 1945-46 | Max Bentley      | Chicago Blackhawks  | 61     |
| 1944-45 | Elmer Lach       | Montreal Canadiens  | 80     |
| 1943-44 | Herb Cain        | Boston Bruins       | 82     |
| 1942-43 | Doug Bentley     | Chicago Blackhawks  | 73     |
| 1941-42 | Bryan Hextall    | New York Rangers    | 56     |
| 1940-41 | Bill Cowley      | Boston Bruins       | 62     |
| 1939-40 | Milt Schmidt     | Boston Bruins       | 52     |
| 1938-39 | Toe Blake        | Montreal Canadiens  | 47     |
| 1937-38 | Gordie Drillon   | Toronto Maple Leafs | 52     |
| 1936-37 | Sweeney Schriner | New York Americans  | 46     |
| 1935-36 | Sweeney Schriner | New York Americans  | 45     |
| 1934-35 | Charlie Conacher | Toronto Maple Leafs | 57     |
| 1933-34 | Charlie Conacher | Toronto Maple Leafs | 52     |
| 1932-33 | Bill Cook        | New York Rangers    | 50     |
| 1931-32 | Harvey Jackson   | Toronto Maple Leafs | 53     |
| 1930-31 | Howie Morenz     | Montreal Canadiens  | 51     |
| 1929-30 | Cooney Weiland   | Boston Bruins       | 73     |
| 1928-29 | Ace Bailey       | Toronto Maple Leafs | 32     |
| 1927-28 | Howie Morenz     | Montreal Canadiens  | 51     |
| 1926-27 | Bill Cook        | New York Rangers    | 37     |
| 1925-26 | Nels Stewart     | Montreal Maroons    | 42     |
| 1924-25 | Babe Dye         | Toronto St. Pats    | 44     |
| 1923-24 | Cy Denneny       | Ottawa Senators     | 44     |
| 1922-23 | Babe Dye         | Toronto St. Pats    | 37     |
| 1921-22 | Punch Broadbent  | Ottawa Senators     | 46     |
| 1920-21 | Newsy Lalonde    | Montreal Canadiens  | 43     |
| 1919-20 | Joe Malone       | Quebec Bulldogs     | 49     |
| 1918-19 | Newsy Lalonde    | Montreal Canadiens  | 32     |
| 1917-18 | Joe Malone       | Montreal Canadiens  | 48     |